# Claude Michel (scultore)
Claude Michel, noto anche con lo pseudonimo di Clodion (Nancy, 20 dicembre 1738 – Parigi, 29 marzo 1814), è stato uno scultore francese  di stile rococò.
Trascorsa la giovinezza tra Nancy e Lilla, nel 1755 si trasferì a Parigi per entrare nel laboratorio di suo zio materno, lo scultore Lambert-Sigisbert Adam. Vi restò per quattro anni dopodiché, alla morte dello zio, divenne un allievo di Jean-Baptiste Pigalle. Nel 1762 andò a studiare all'Accademia di Francia a Roma. È principalmente noto per i suoi gruppi mitologici di danzatrici, ninfe e bagnanti in terracotta.

## Biografia

### Formazione e primo viaggio a Roma
Claude Michel era figlio di Thomas Michel e Anne Adam, perciò faceva parte della dinastia degli scultori Adam con i suoi fratelli Sigisbert-François (1728-1811) e Pierre-Joseph Michel (1737-1787). Fin da piccolo venne chiamato "Claudion" o "Clodion", ossia "il piccolo Claudio", per distinguerlo da un fratello più grande. Dal 1756, fu uno studente alla scuola dello studio dei modelli dell'accademia reale di pittura e di scultura, soggiornando presso suo zio Lambert-Sigisbert Adam. Alla morte di quest'ultimo nel 1759, egli divenne uno studente di Jean-Baptiste Pigalle. Il primo settembre del 1759, vinse il primo premio di scultura con un bassorilievo ritraente Assalonne che fa uccidere suo fratello Amnon durante una festa (oggi scomparso), prima di diventare un pensionario della scuola reale degli studenti protetti a partire dal dicembre del 1759.
Il 6 agosto del 1762, ricevette il suo brevetto per l'accademia di Francia a Roma. Brillante modellatore, egli realizzò dei piccoli soggetti in terracotta che piacevano ai conoscitori. Uno dei suoi primi capolavori fu la Minerva (1766), che si rifà alla Minerva antica della collezione Giustiniani.
Questo soggiorno fu un ambiente propizio per la nascita di una cultura artistica e letteraria alla quale era stato iniziato da suo zio Lambert-Sigisbert Adam. Clodion si distinse per il suo fascino e la sua eleganza, sia come modellatore che per la lavorazione del marmo. Nel 1766 gli venne commissionato un gruppo marmoreo per il duca de la Rochefoucauld, e nel 1768 realizzò una Vestale destinata a Caterina II di Russia. Egli decise di prolungare il suo soggiorno romano oltre i tre anni stabiliti dall'accademia e non lasciò Roma fino al marzo del 1771.

### Carriera in Francia e secondo viaggio a Roma
Nel 1773, egli espose delle opere scelte all'accademia reale di pittura e di scultura. A partire dall'agosto del 1773, egli espose al Salone i modelli in gesso ritraenti Giove, Ercole, Il fiume Scamandro prosciugato dalle fiamme di Vulcano, un bozzetto per un monumento funebre e dei bassorilievi di ispirazione antica.

Tra il 1773 e il 1774, si recò per la seconda volta a Roma, dove realizzò dei bassorilievi delicati di terracotta. Approfittò dell'occasione per recuperare dei blocchi di marmo per le sue commissioni per il tramezzo della cattedrale di Rouen e per la galleria dell'hôtel dell'abate Terray.

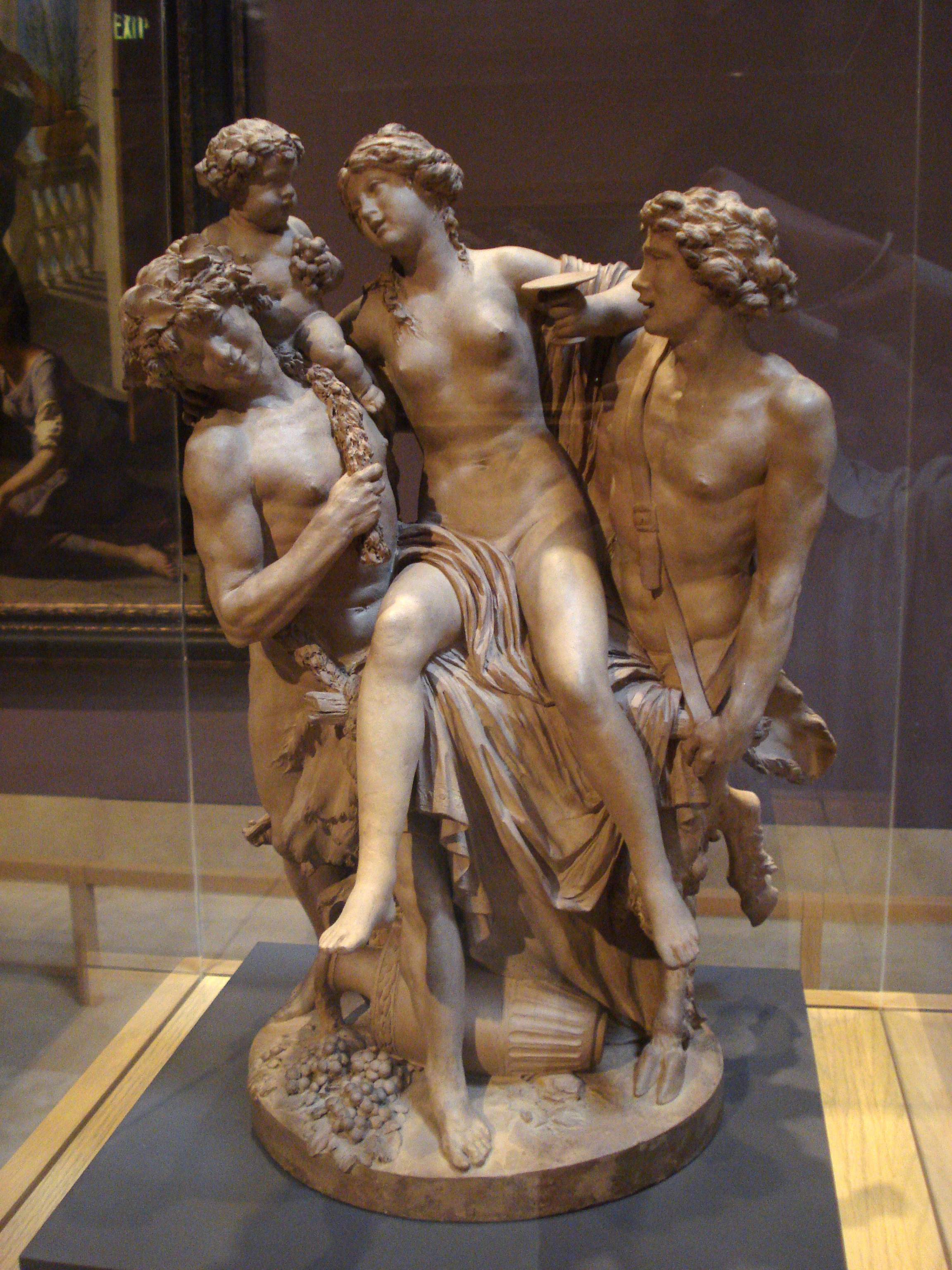
Baccante sostenuta da Bacco e un fauno (1795), terracotta, Pasadena, Norton Simon Museum.

La sua carriera continuò a migliorare dopo l'ascesa al trono di Luigi XVI, nel 1774. In effetti, Clodion si affermò nel mondo dei conoscitori ricchi che costruivano degli hôtel particulier nei nuovi quartieri di Parigi. Egli realizzò dei bassorilievi importanti per l'architetto Alexandre-Théodore Brongniart, come il Trionfo di Galatea per Jacques-Louis-Guillaume Bouret de Vézelay.
Nel 1782, egli realizzò due fregi in stucco per il cortile dell'hôtel de Bourbon-Condé, come pure una decorazione per la sala da bagno dell'hôtel de Besenval, con una maniera del tutto diversa. In effetti, l'apparato di pietre ceraunie metteva in risalto un corteo di divinità senza veli. Al centro della stanza, una Giovane nuda faceva eco alla Giovane greca addormentata di Joseph-Marie Vien, dipinta per Besenval. A ciò si aggiunsero due fregi sugli amori delle divinità ispirati alle Metamorfosi di Ovidio.
Nel 1778, egli ricevette la sua prima commissione reale per un ritratto di Montesquieu seduto, che doveva aggiungersi alla serie dei "grandi uomini della Francia" prevista per ornare la grande galleria del Louvre. Le ventisette statue realizzate per questo progetto non furono mai installate. Il modello in gesso che egli realizzò per il Salone del 1779 venne criticato così tanto che il marmo che egli espose nel 1783 si basava su un altro modello. Ebbero un'accoglienza migliore, invece, i due modelli in terracotta che egli realizzò, nel 1784, per il concorso per l'erezione di un monumento pubblico per ricordare il viaggio in mongolfiera dei fratelli Robert, pensato per essere esposto nel giardino delle Tuileries a Parigi.

### Ultimi anni
Grazie a delle opere virtuosistiche, la sua clientela fu tale che non ebbe più bisogno di esporre al Salone prima del 1801. Allo scoppio della rivoluzione, rimase discreto, ma (al contrario di quanto viene detto in una leggenda tenace) non si ritirò a Nancy. A partire dal 1795 la sua carriera riprese e, durante l'epoca imperiale, continuò a produrre delle terrecotte brillanti, assieme alle commissioni prestigiose, talvolta monumentali.
Nel 1781, egli aveva sposato Catherine Flore Pajou (1764-1841), figlia dello scultore Augustin Pajou e di Angélique Roumier, e sorella di Jacques-Augustin-Catherine Pajou; i due divorziarono nel 1794. Infine, Clodion morì nel 1814, a Parigi.